# Marc Levine
Pour les articles homonymes, voir Levine.
Marc N. Levine (né le 29 juillet 1952 à Détroit, Michigan) est un mathématicien américain.

## Formation et carrière
Levine est diplômé du Massachusetts Institute of Technology (bachelor en 1974) et a obtenu son doctorat en 1979 de l'université Brandeis sous la direction de Teruhisa Matsusaka. Il a été professeur assistant à l'université de Pennsylvanie à Philadelphie à partir de 1979 et à l'université du Nord-Est à Boston à partir de 1984, où il a été associé depuis 1986 et professeur depuis 1988. Il a été professeur invité à l'université de Duisbourg et Essen, où il a travaillé avec Hélène Esnault. Depuis 2009, il y a été professeur « Alexander von Humboldt ». Il a également été chercheur invité au Mathematical Sciences Research Institute (MSRI) en 1986 et 1990, à l'Institut Max-Planck de mathématiques de Bonn (1983, 1987), au Tata Institute of Fundamental Research (1988), à l'université de Washington, au California Institute of Technology (Caltech), à l'université Paris-VI et à l'Institut Henri-Poincaré.

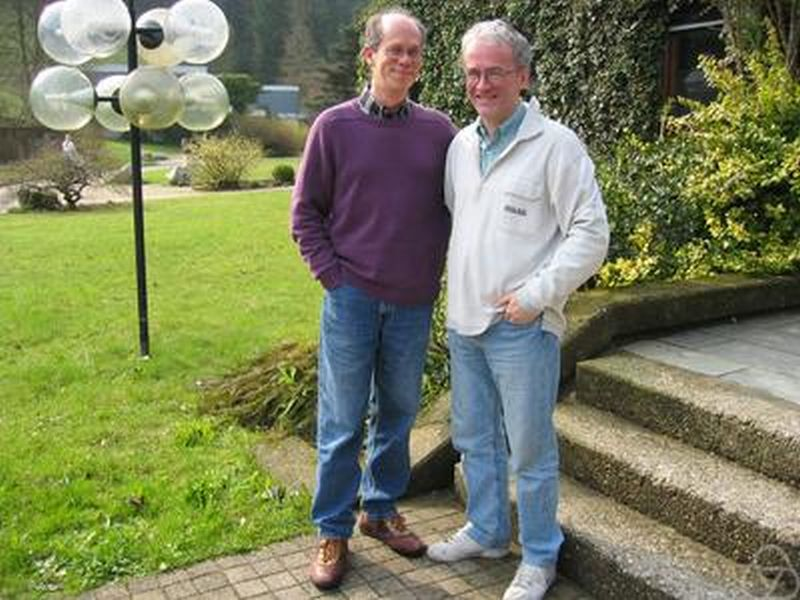
Marc Levine (à gauche) avec Fabien Morel, à Oberwolfach en 2005.

## Travaux
Levine travaille dans le domaine de la géométrie algébrique, en particulier dans le développement de concepts analogues à la topologie algébrique dans la géométrie algébrique et la théorie des motifs (cohomologie motivique, homotopie motivique (en), K-théorie algébrique). Il a développé, en collaboration avec Fabien Morel, la théorie du cobordisme algébrique (en), un analogue en géométrie algébrique de la théorie du cobordisme en topologie algébrique. 

## Prix et distinctions
En 2001, il a reçu le prix Wolfgang-Paul (de) de la Fondation Alexander von Humboldt et en 2006, il a reçu le Prix Humboldt de la Recherche. En 2013, il a été élu à l'Académie allemande des sciences Leopoldina.
En 2018, il a reçu le prix Berwick senior de la London Mathematical Society.
En 2002, il a été conférencier invité au Congrès international des mathématiciens à Pékin (« Algebraic Cobordism »).

## Publications  (sélection)
- Mixed Motives, American Mathematical Society, 1998
- Mixed Motives, in E. Friedlander, D. Grayson (Editor): Handbook of K-Theory, vol. 1, Springer, 2005, p. 429
- Algebraic Cobordism, ICM, 2002 [PDF]
- avec Fabien Morel : Algebraic Cobordism, Springer, 2007